# Oranien
Oranien eller Oranje-Nassau var et fyrstehus, der har navn efter fyrstendømmet Orange i Sydfrankrig. Det gik ved giftermål i det 16. århundrede til Huset Nassau En række af statholdere i de Forenede Nederlande, begyndende med Vilhelm den tavse, stammer derfra og udgør den ældre linje af slægten.
I 1815, efter lang tid som republik, blev Nederlandene et monarki under styre af huset Oranje-Nassau.